# Gymnospermium
Gymnospermium is een geslacht uit de berberisfamilie (Berberidacea). De soorten komen voor in de gematigde delen van Europa en Azië. 

## Soorten
- Gymnospermium albertii
- Gymnospermium altaicum
- Gymnospermium darwasicum
- Gymnospermium kiangnanense
- Gymnospermium microrrhynchum
- Gymnospermium odessanum
- Gymnospermium peloponnesiacum
- Gymnospermium scipetarum
- Gymnospermium silvaticum
- Gymnospermium smirnovii
- Gymnospermium sylvaticum
- Gymnospermium vitellinum

... · 
Berberis · 
Epimedium · 
Gymnospermium · 
Mahonia · 
Nandina · 
Podophyllum · 
...